# Spieka-Neufeld
Spieka-Neufeld (niederdeutsch Spieker-Neefeld) ist ein Ortsteil der Ortschaft Nordholz. Das eingemeindete Nordholz gehört seit 2015 zur Einheitsgemeinde Wurster Nordseeküste im niedersächsischen Landkreis Cuxhaven.

## Geografie

### Lage
Spieka-Neufeld liegt zwischen den Städten Bremerhaven und Cuxhaven im Land Wursten an der Außenweser.

### Nachbarorte
|                |                                             | Cuxhaven – Stadtteil Berensch-Arensch Cuxhaven – Stadtteil Altenwalde/Ortsteil Oxstedt |
|                | Kompassrose, die auf Nachbargemeinden zeigt | Nordholz                                                                               |
| Cappel-Neufeld | Cappel                                      | Spieka                                                                                 |

(Quelle:)

## Geschichte

### Eingemeindungen
Am 1. Juli 1968 schlossen sich die Gemeinden Cappel-Neufeld, Spieka und Spieka-Neufeld zu der Gemeinde Spieka zusammen.
Im Zuge der Gebietsreform in Niedersachsen, die am 1. März 1974 stattfand, wurde die zuvor selbständige Gemeinde Spieka, sowie Gebietsteile der Gemeinde Midlum mit damals etwa 50 Einwohnern in die Gemeinde Nordholz eingegliedert.
Zum 1. Januar 2015 fusionierte die Gemeinde Nordholz mit der Samtgemeinde Land Wursten zur Einheitsgemeinde Wurster Nordseeküste.

### Einwohnerentwicklung
| Jahr      | 1910  | 1925  | 1933  | 1939  | 1950  | 1956  |
| --------- | ----- | ----- | ----- | ----- | ----- | ----- |
| Einwohner | 296   | 300   | 270   | 277   | 390   | 320   |
| Quelle    | [ 6 ] | [ 7 ] | [ 7 ] | [ 7 ] | [ 1 ] | [ 1 ] |

|  |

## Politik

### Ortsrat und Ortsbürgermeister
Auf kommunaler Ebene wird Spieka-Neufeld von dem Ortsrat aus Nordholz vertreten.

### Wappen
Der Entwurf des Kommunalwappens von Spieka-Neufeld stammt von dem Heraldiker und Wappenmaler Albert de Badrihaye, der zahlreiche Wappen im Landkreis Cuxhaven erschaffen hat.
| Wappen von Spieka-Neufeld | Blasonierung: „Schräg rechts geteilt, oben in Silber ein schräggelegtes blaues Spatenblatt, unten in Grün eine schräggelegte goldene Ähre.“ |
| Wappen von Spieka-Neufeld | Wappenbegründung: Das Neufeld wurde 1619 eingedeicht. Die schräge grüne Fläche weist auf den Deich hin und die goldene Ähre auf den durch die Eindeichung ermöglichten Ackerbau. Das Spatenblatt erinnert an das früher wichtigste Gerät beim Deichbau. |

## Kultur und Sehenswürdigkeiten

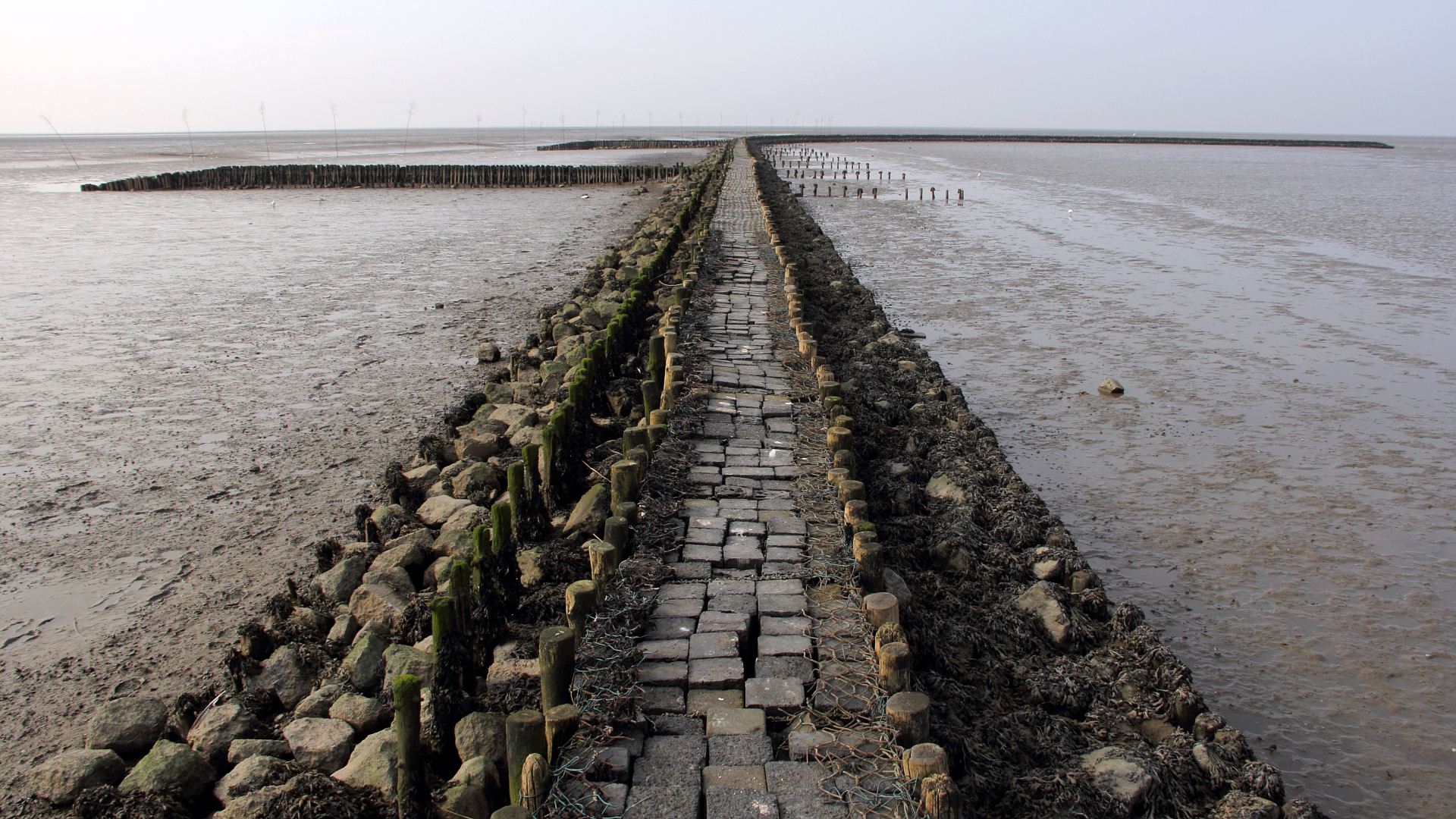
Lahnung im Watt bei Spieka-Neufeld

In Spieka-Neufeld gibt es einen kleinen tideabhängigen Kutterhafen und Liegeplätze für Sportboote. Im Watt wurden Lahnungen zum Küstenschutz und zur Landgewinnung gebaut.

### Vereine und Verbände
- Fischereiverein Spieka-Neufeld e. V.
- Jagdgenossenschaft Spieka-Neufeld
- Landjugendgruppe Spieka-Neufeld
- Schipperchor Spieka-Neufeld
- Segelsportverein Spieka-Neufeld
- Sommerdeichverband Cappel-Neufeld/Spieka-Neufeld
- Sommerdeichverband Spieka-Neufeld/Arensch-Berensch

## Sagen und Legenden
- Die Katze als Schutzengel[9]
- Witte wahr di – de Swarte holt di[10]